# Heliconiínos
Heliconiínos (cientificamente denominados Heliconiini; ex família Heliconidae) são uma tribo de insetos da ordem Lepidoptera, família Nymphalidae e subfamília Heliconiinae, classificada por William John Swainson no ano de 1822 e quase exclusivamente restrita à região neotropical das Américas. São mais ou menos cem espécies catalogadas de borboletas; quatro também encontradas no sul dos Estados Unidos, duas destas dentro de seu principal gênero, Heliconius. Suas envergaduras variam entre cinco e dez centímetros.

## Características principais de borboletas Heliconiini
As espécies desta tribo, em seu estágio de lagarta, se alimentam de plantas trepadeiras do gênero Passiflora (família Passifloraceae) e algumas são reconhecidas pragas agrícolas de maracujás cultivados. Os adultos estão protegidos da predação por seus fluidos corporais nauseabundos, que os tornam impalatáveis, proporcionando-lhes, principalmente nos gêneros Eueides, Neruda, Heliconius e Laparus, um formato de asas estreito e um voo lento. Por tais propriedades, as espécies e subespécies adquirem uma coloração de advertência, ou aposemática, combinando o negro com o vermelho, laranja, amarelo e azul. Tais combinações se tornam um modelo, através de seleção natural, para outras espécies e subespécies de um mesmo gênero ou para espécies de gêneros e famílias distintos, tornando esta tribo de difícil identificação e intensamente envolvida em padrões de mimetismo.
Outro pequeno grupo de Heliconiini se caracteriza por apresentar a predominância de um forte amarelo ou laranja (com ou sem manchas prateadas) sobre suas asas, incluindo as espécies Agraulis vanillae, Dryadula phaetusa, Dryas iulia, Eueides aliphera, Eueides lybia e o gênero Dione. Outro grupo menor reúne as espécies do gênero Philaethria, com padrões de asas em verde ou verde-azulados que só podem lhes fazer ser confundidas com o seu mímico, Siproeta stelenes (Nymphalidae; Nymphalinae).

## Dimorfismo sexual
O dimorfismo sexual pouco ocorre nesta tribo, com exceção da rara Heliconius nattereri, da região sudeste do Brasil, em que machos e fêmeas apresentam diferentes colorações em suas asas, e de Eueides pavana, cujos machos e fêmeas imitam borboletas do gênero Actinote.

## Ovo, lagarta e crisálida
Os ovos são em forma peculiar de fuso ou em forma de garrafa e são colocados isoladamente. As lagartas são espinescentes e as crisálidas ficam suspensas, com a cabeça para baixo, nos caules de sua planta-alimento. Às vezes elas são dotadas de compridos cornos.

## Habitat, hábitos e alimentação do adulto
Na América neotropical estas borboletas são encontradas em uma ampla variedade de habitats, da densa floresta primária até florestas secundárias e ambientes antrópicos, como campos, pastos ou parques e jardins de cidades. Se alimentam do néctar de flores e, mais raramente, de pólen ou esterco fresco de mamíferos. Em muitos casos elas voam em grupos nas clareiras ou para reunir-se em arbustos, onde passam a noite.

## Gêneros de Heliconiini
De acordo com Markku Savela, Paul Smart, TOLWEB.
- Dione Hübner, [1819][1][4][6]
- Dryadula Michener, 1942 (espécie de gênero monotípico: Dryadula phaetusa)[4][6]
- Dryas Hübner, [1807] (espécie de gênero monotípico: Dryas iulia)[4][6]
- Eueides Hübner, 1816[4][6]
- Heliconius Kluk, 1780[4][6]
- Laparus Billberg, 1820 (espécie de gênero monotípico: Laparus doris[3] = Heliconius doris)[4][6]
- Neruda Turner, 1976[4][6]
- Philaethria Billberg, 1820[4][6]
- Podotricha Michener, 1942[4][6]

## Galeria de fotos

Dryadula phaetusa, um Heliconiini que pode alcançar, ocasionalmente, o sul dos Estados Unidos. Vista superior (esquerda) e inferior (direita).[18]
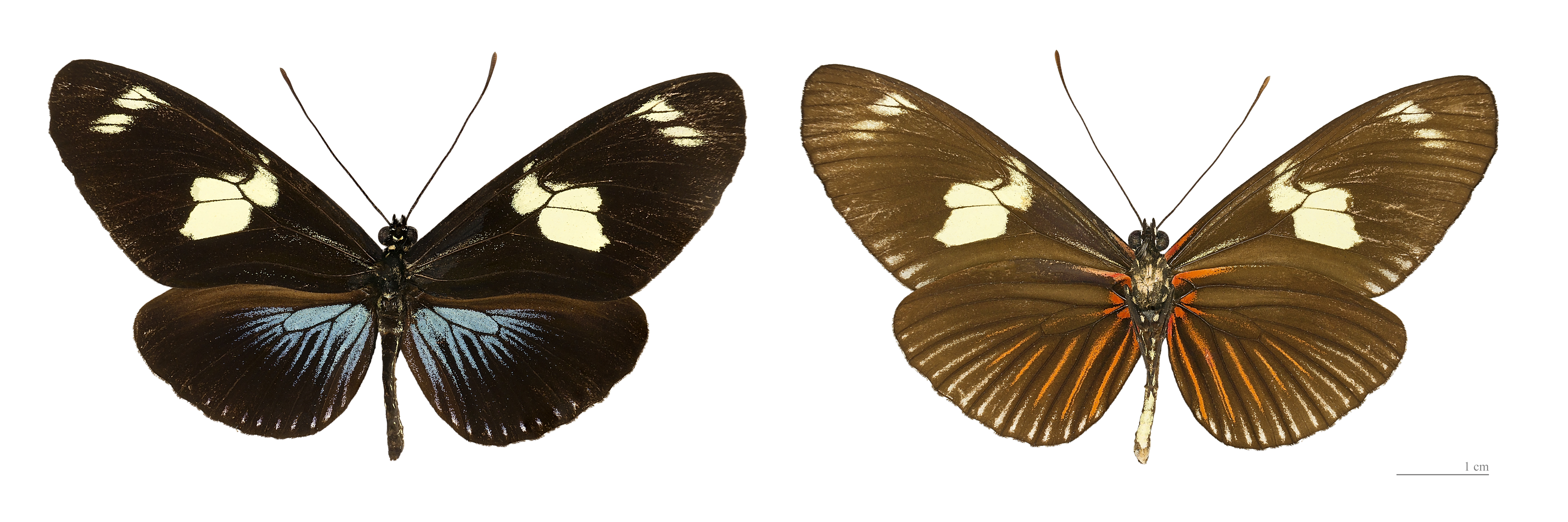
Uma das variações de coloração em Laparus doris, que pode também apresentar coloração laranja ou verde em suas asas posteriores. Vista superior (esquerda) e inferior (direita).
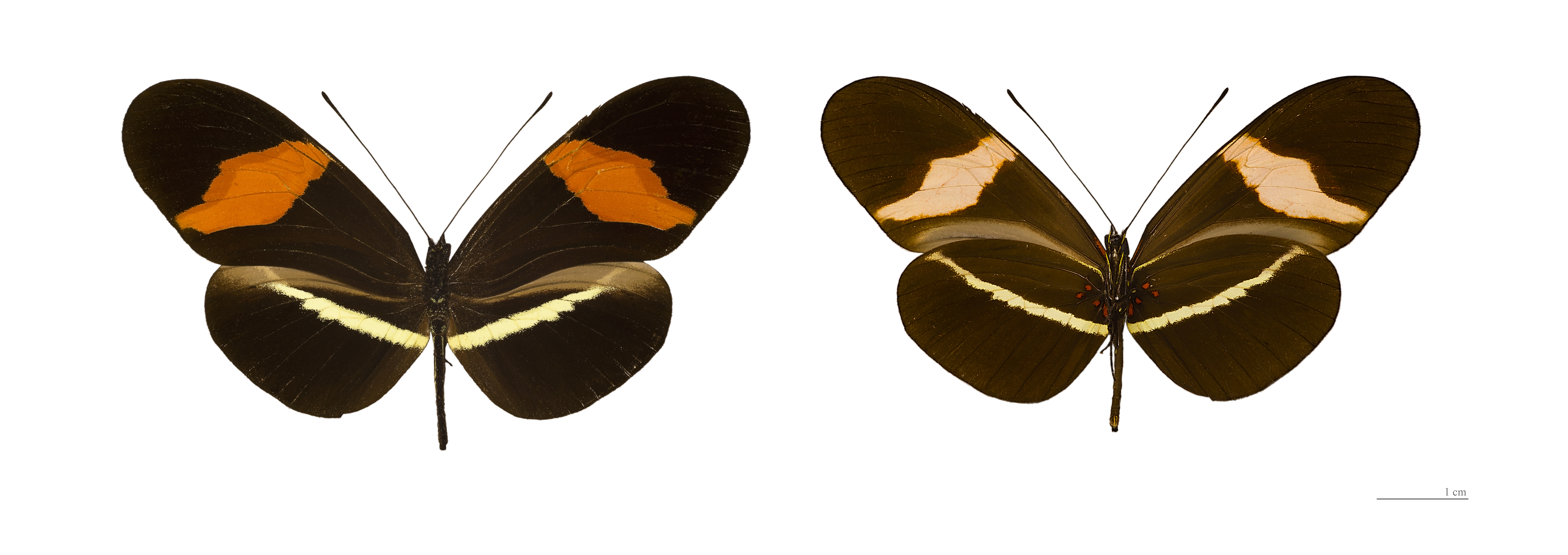
Heliconius erato, uma espécie sul-americana. Vista superior (esquerda) e inferior (direita).
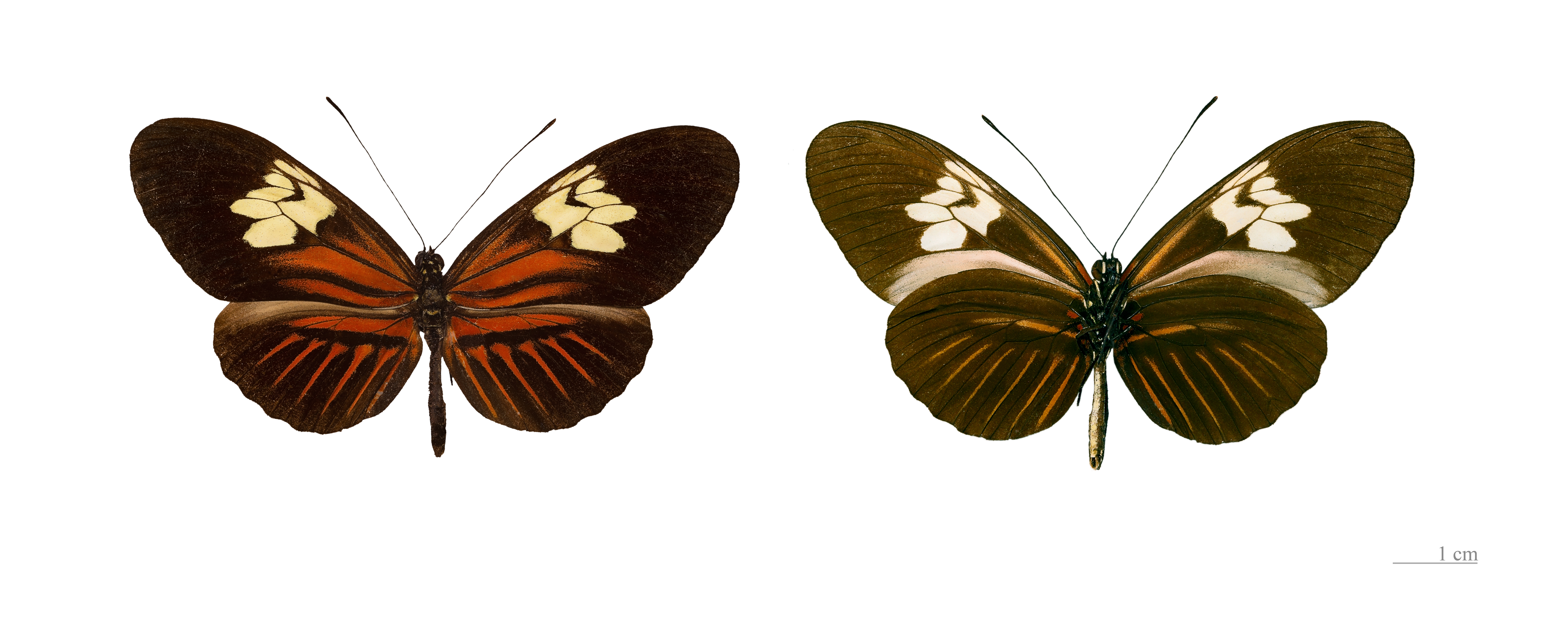
Heliconius melpomene, uma espécie encontrada no norte da América do Sul. Vista superior (esquerda) e inferior (direita).
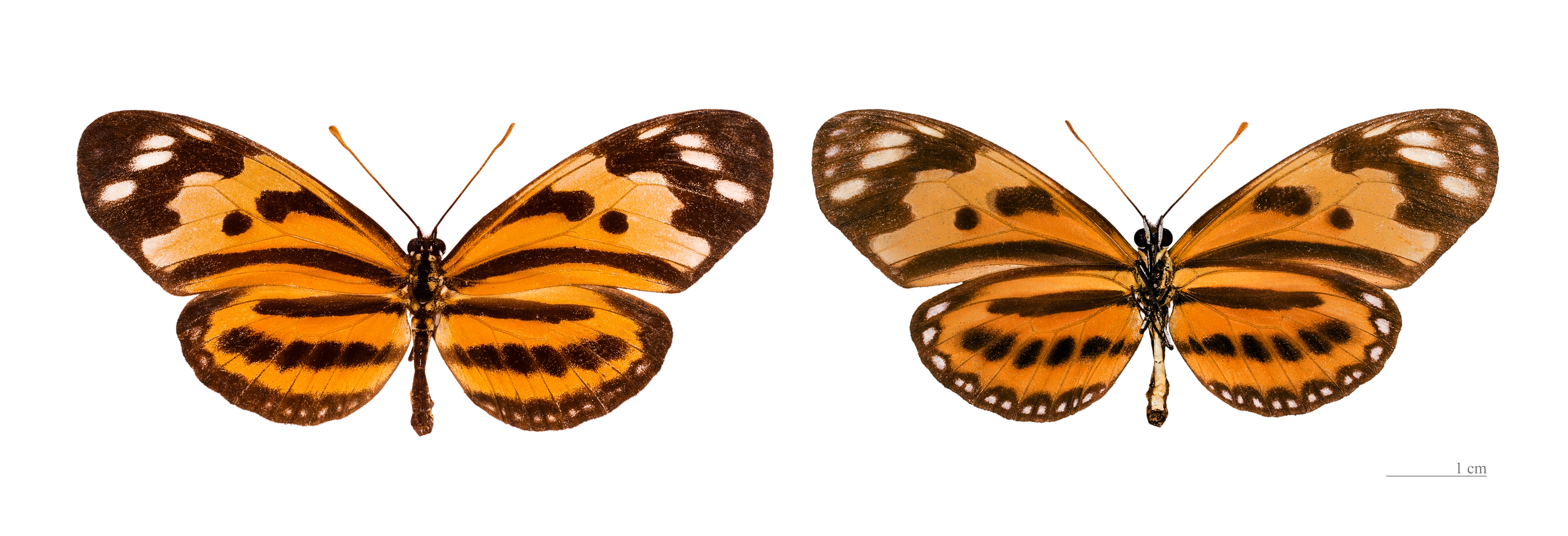
Eueides isabella, vista superior (esquerda) e inferior (direita).
Um Heliconiini do gênero Philaethria, vista superior (esquerda) e inferior (direita).

## Fotos de mímicos de Heliconiini

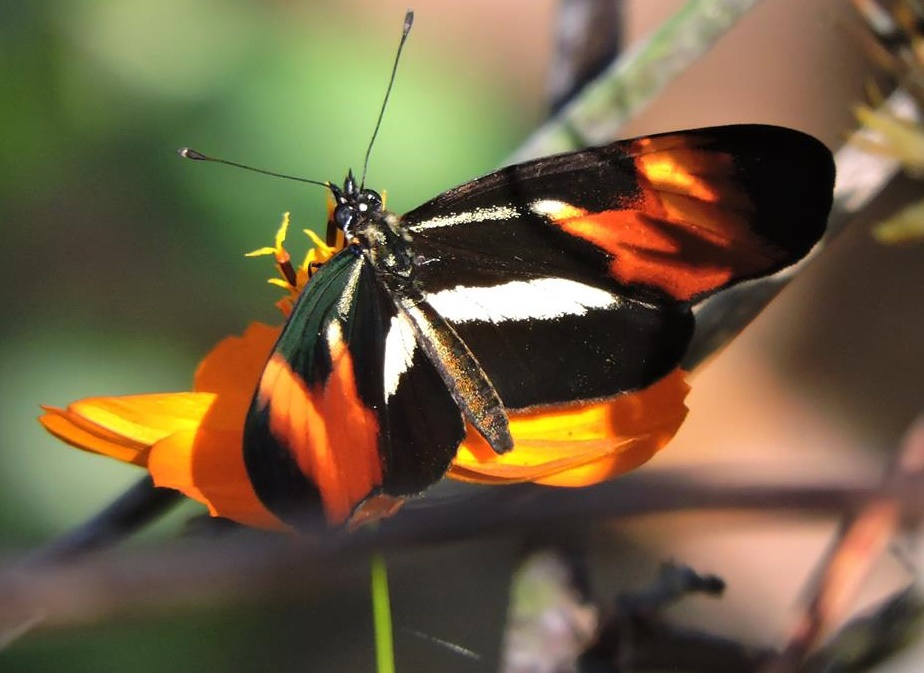
Eresia lansdorfi, um mimético de espécies de Heliconiini como Heliconius erato e Heliconius melpomene.
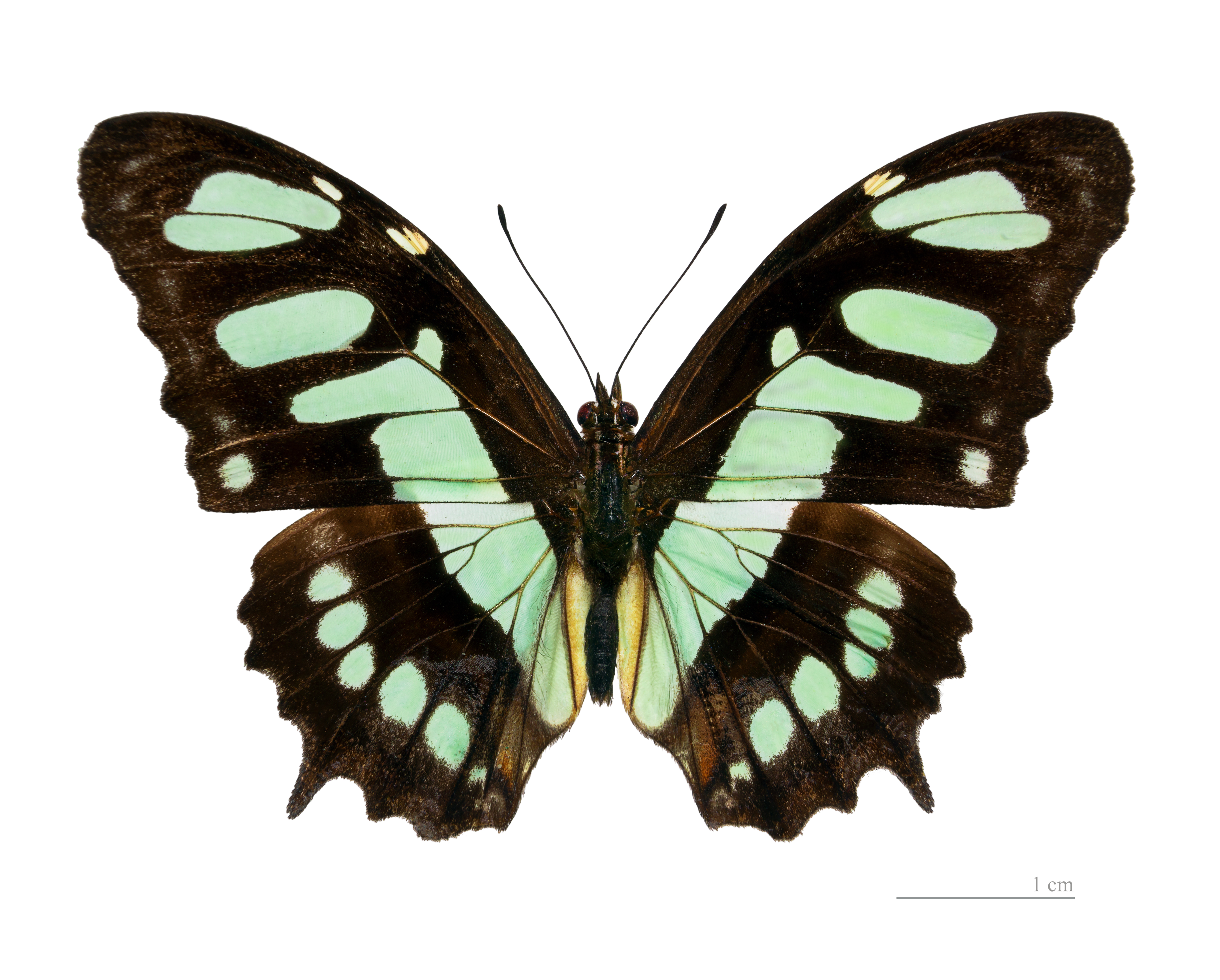
A borboleta Siproeta stelenes, mimético de Heliconiini do gênero Philaethria.
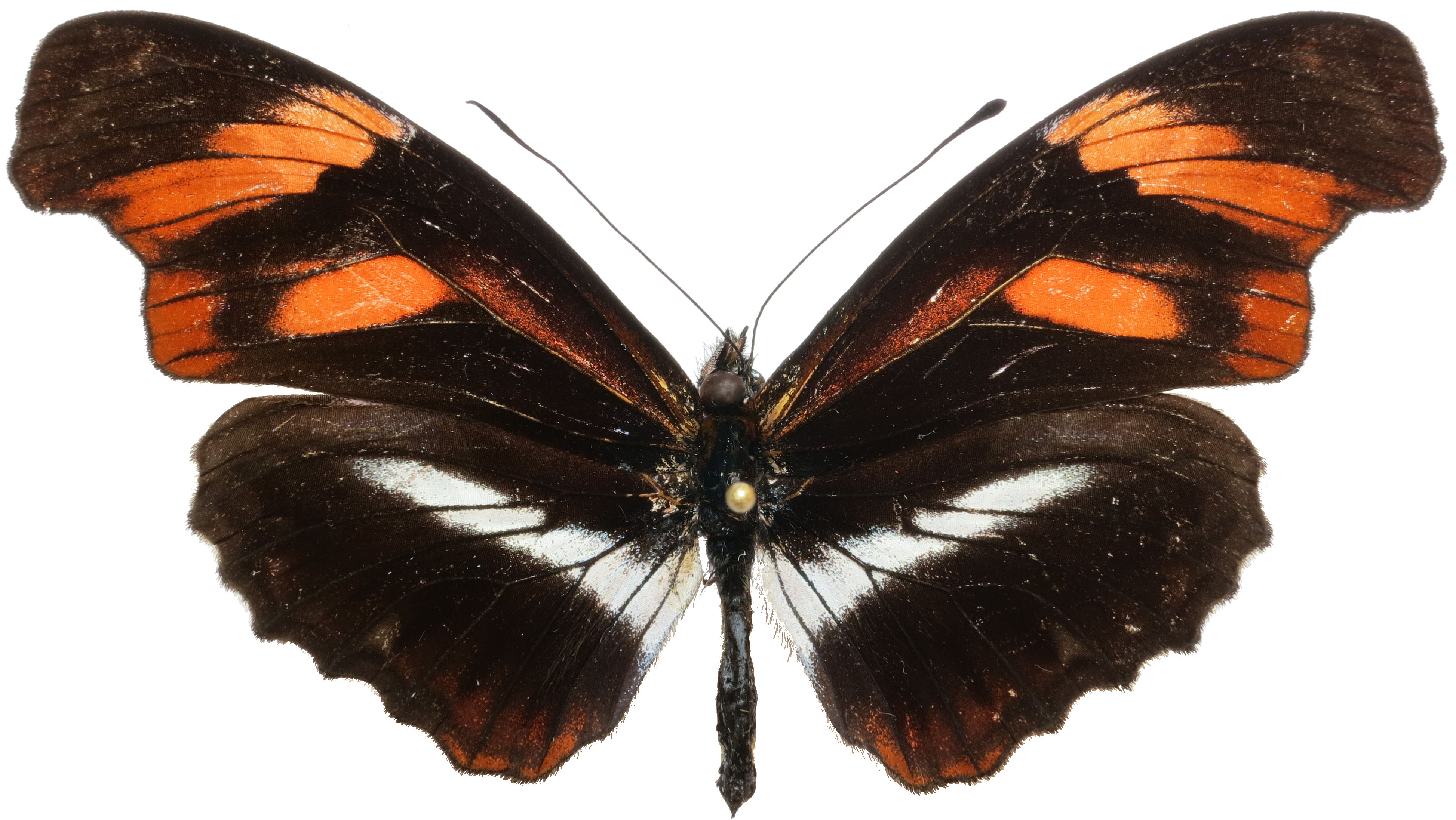
Podotricha telesiphe, uma espécie de Heliconiini que mimetiza outra borboleta da mesma tribo, Heliconius telesiphe.
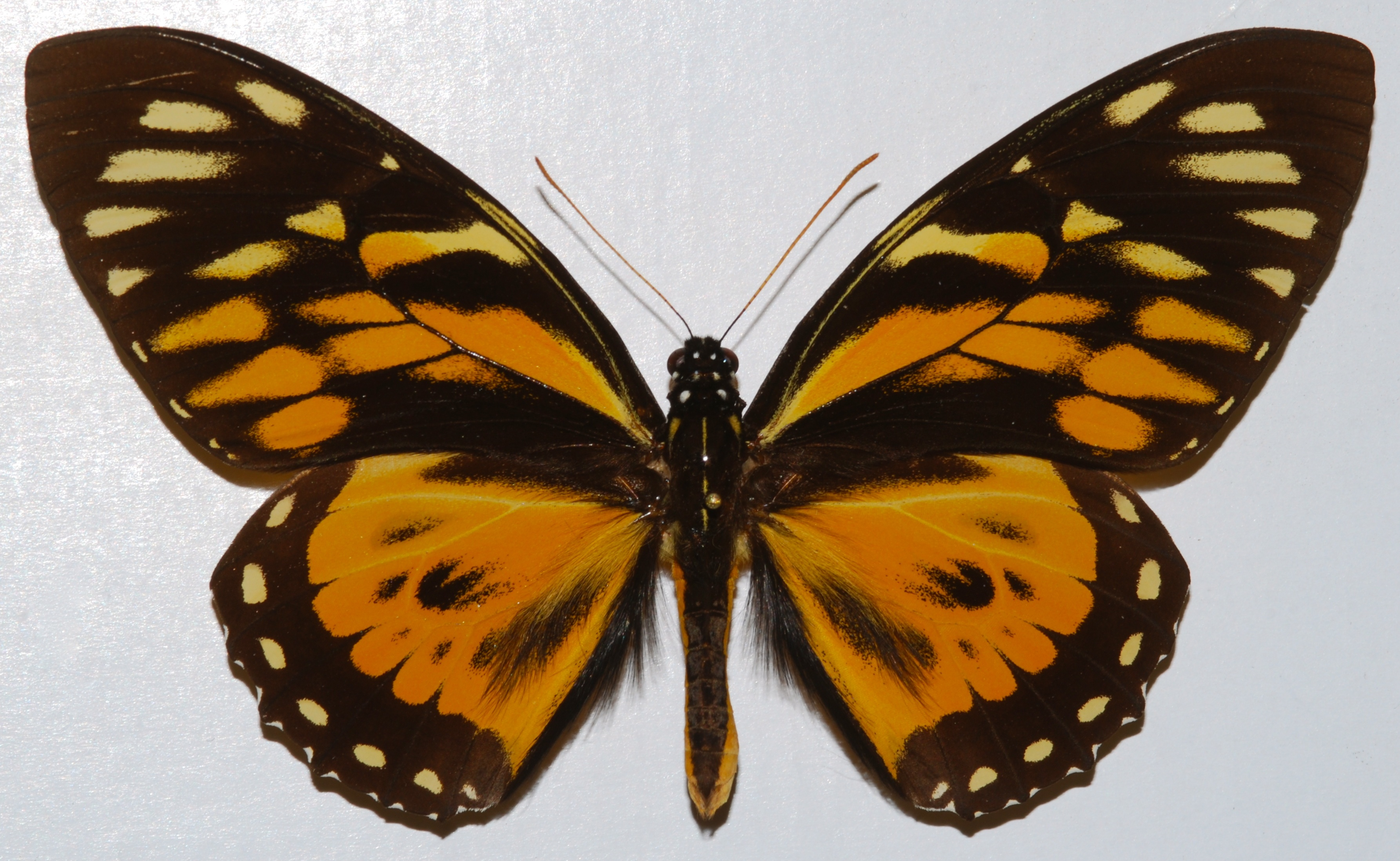
Pterourus zagreus, uma espécie de Papilionidae com diversas subespécies mimetizando Heliconiini na região neotropical.